# SM UC-57
SM UC-57 – niemiecki podwodny stawiacz min z okresu I wojny światowej, jedna z 64 zbudowanych jednostek typu UC II. Zwodowany 7 września 1916 roku w stoczni Kaiserliche Werft w Gdańsku, został przyjęty do służby w Kaiserliche Marine 22 stycznia 1917 roku. W trakcie służby operacyjnej w składzie Flotylli Bałtyckiej okręt odbył siedem misji bojowych, podczas których zatopił pięć jednostek o łącznej pojemności 271 BRT i zdobył dwa statki o łącznej pojemności 3863 BRT. SM UC-57 został utracony po 17 listopada 1917 roku w Zatoce Fińskiej, prawdopodobnie po wejściu na minę.

## Projekt i budowa
Sukcesy pierwszych niemieckich podwodnych stawiaczy min typu UC I, a także niedostatki tej konstrukcji, skłoniły dowództwo Cesarskiej Marynarki Wojennej z admirałem von Tirpitzem na czele do działań mających na celu budowę nowego, znacznie większego i doskonalszego typu okrętów podwodnych. Opracowany latem 1915 roku projekt okrętu, oznaczonego później jako typ UC II, tworzony był równolegle z projektem przybrzeżnego torpedowego okrętu podwodnego typu UB II. Głównymi zmianami w stosunku do poprzedniej serii były: instalacja wyrzutni torpedowych i działa pokładowego, zwiększenie mocy i niezawodności siłowni, oraz wzrost prędkości i zasięgu jednostki, kosztem rezygnacji z możliwości łatwego transportu kolejowego (ze względu na powiększone rozmiary).
SM UC-57 zamówiony został 12 stycznia 1916 roku jako jednostka z III serii okrętów typu UC II (numer projektu 41, nadany przez Inspektorat U-Bootów), w ramach wojennego programu rozbudowy floty . Został zbudowany w stoczni Kaiserliche Werft w Gdańsku jako jeden z sześciu okrętów typu UC II zamówionych w tej wytwórni. UC-57 otrzymał numer stoczniowy 39 (Werk 39)  . Stępkę okrętu położono 14 marca 1916 roku , a zwodowany został 7 września 1916 roku. Koszt budowy okrętu wyniósł 1 mln 935 tys. marek.

## Dane taktyczno-techniczne
SM UC-57 był średniej wielkości przybrzeżnym okrętem podwodnym o konstrukcji dwukadłubowej. Długość całkowita wynosiła 50,5 metra, szerokość 5,22 metra i zanurzenie 3,61 metra . Wykonany ze stali kadłub sztywny miał 39,3 metra długości i 3,61 metra szerokości, a wysokość (od stępki do szczytu kiosku) wynosiła 7,46 metra . Wyporność w położeniu nawodnym wynosiła 415 ton, a w zanurzeniu 498 ton. Jednostka miała wysoki, ostry dziób przystosowany do przecinania sieci przeciwpodwodnych; do jej wnętrza prowadziły trzy luki: pierwszy przed kioskiem, drugi w kiosku, a ostatni w części rufowej, prowadzący do maszynowni . Cylindryczny kiosk miał średnicę 1,4 metra i wysokość 1,8 metra, obudowany był opływową osłoną . Okręt napędzany był na powierzchni przez dwa 6-cylindrowe, czterosuwowe silniki wysokoprężne Körting o łącznej mocy 600 KM, a pod wodą poruszał się dzięki dwóm silnikom elektrycznym BBC o łącznej mocy 620 KM . Dwa wały napędowe obracały dwie śruby wykonane z brązu manganowego (o średnicy 1,9 metra i skoku 0,9 metra) . Okręt osiągał prędkość 11,6 węzła na powierzchni i 7,3 węzła w zanurzeniu. Zasięg wynosił 9450 Mm przy prędkości 7 węzłów w położeniu nawodnym oraz 52 Mm przy prędkości 4 węzłów pod wodą. Zbiorniki mieściły 63 tony paliwa, a energia elektryczna magazynowana była w dwóch bateriach akumulatorów 26 MAS po 62 ogniwa, zlokalizowanych pod przednim i tylnym pomieszczeniem mieszkalnym załogi. Okręt miał siedem zewnętrznych zbiorników balastowych . Dopuszczalna głębokość zanurzenia wynosiła 50 metrów , a czas wykonania manewru zanurzenia 40 sekund.
Głównym uzbrojeniem okrętu było 18 min kotwicznych typu UC/200 w sześciu skośnych szybach minowych o średnicy 100 cm, usytuowanych w podwyższonej części dziobowej jeden za drugim w osi symetrii okrętu, pod kątem do tyłu (sposób stawiania – „pod siebie”). Układ ten powodował, że miny trzeba było stawiać na zaplanowanej przed rejsem głębokości, gdyż na morzu nie było do nich dostępu (co znacznie zmniejszało skuteczność okrętów). Wyposażenie uzupełniały dwie zewnętrzne wyrzutnie torped kalibru 500 mm (umiejscowione powyżej linii wodnej na dziobie, po obu stronach szybów minowych), jedna wewnętrzna wyrzutnia torped kal. 500 mm na rufie (z łącznym zapasem 7 torped) oraz umieszczone przed kioskiem działo pokładowe kal. 88 mm L/30, z zapasem amunicji wynoszącym 130 naboi . Okręt wyposażony był w dwa peryskopy Zeissa: wachtowy i bojowy oraz radiostację z podnoszonym masztem o wysokości 10 metrów. Wyposażenie uzupełniała kotwica grzybkowa o masie 272 kg .
Załoga okrętu składała się z 3 oficerów oraz 23 podoficerów i marynarzy.

## Służba

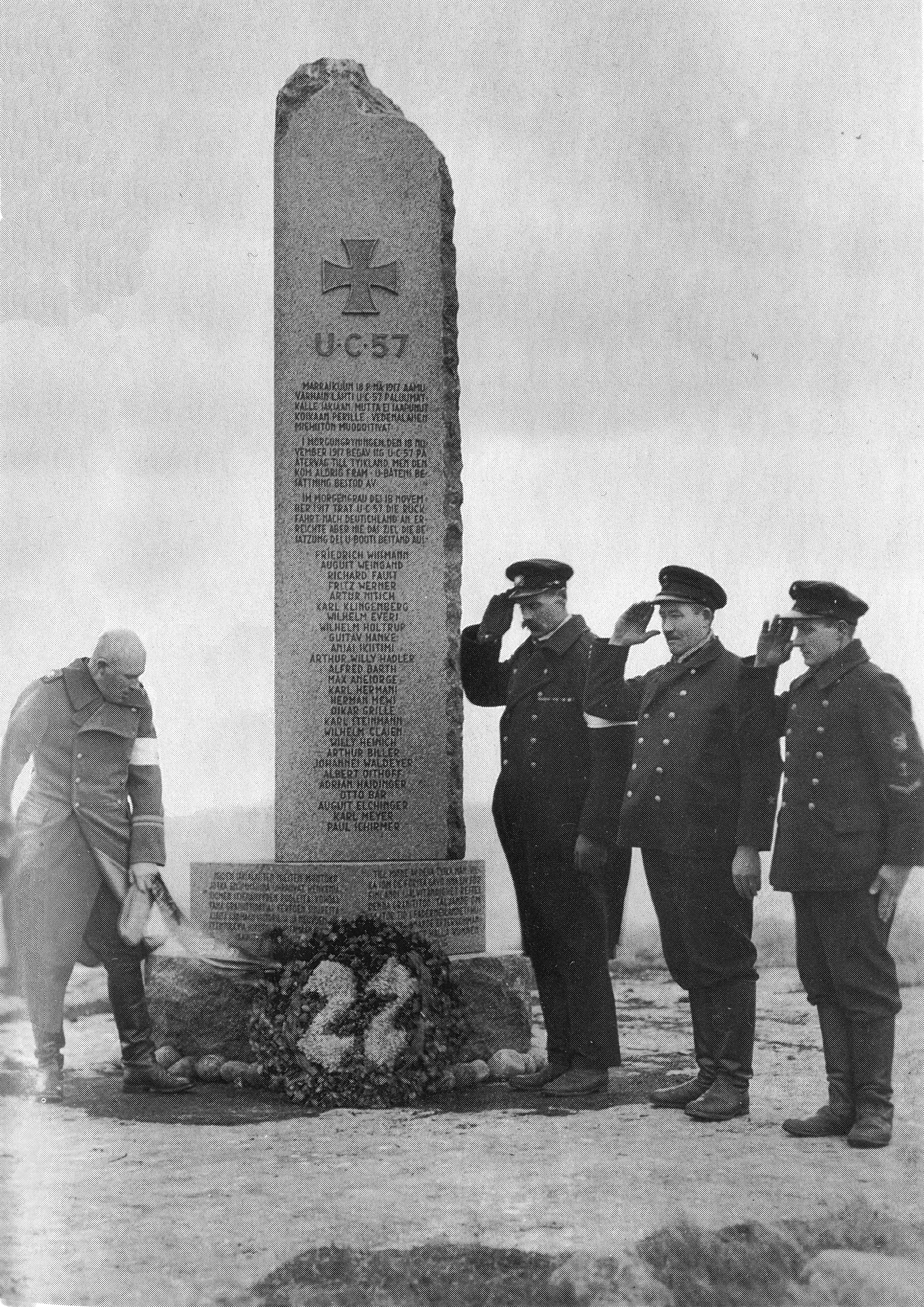
Pomnik upamiętniający załogę UC-57 na wyspie Hamnskär (Loviisa)

22 stycznia 1917 roku UC-57 został przyjęty do służby w Cesarskiej Marynarce Wojennej , a jego dowództwo objął kpt. mar. (niem. Kapitänleutnant) Friedrich Wißmann . Po okresie szkolenia okręt został 6 maja 1917 roku przydzielony do Flotylli Bałtyckiej . W czerwcu okręt postawił w Zatoce Botnickiej i w rejonie Zatoki Ryskiej dwie zagrody liczące łącznie 36 min. 9 czerwca U-Boot zatopił 25 Mm na północ od Oerker zbudowany w 1879 roku szwedzki żaglowiec „Ludwig” (78 BRT), przewożący ładunek żelazokrzemu i maszyny rolnicze z Gävle do Mäntyluoto (obyło się bez strat ludzkich) . 20 czerwca załoga okrętu podwodnego zanotowała duży sukces, zdobywając nieopodal Raumy pochodzący z 1891 roku brytyjski parowiec „Penpol” o pojemności 2061 BRT, płynący z Piotrogrodu (na pokładzie pryzu nikt nie zginął) . Cztery dni później UC-57 powtórzył osiągnięcie, zdobywając w tym samym rejonie drugi brytyjski parowiec, którym był zbudowany w 1889 roku „Meggie” (1802 BRT). Pryz, opanowany bez strat w ludziach, doprowadzony został do portu w Lipawie .
26 czerwca ofiarami działalności UC-57 zostały cztery rosyjskie jednostki: żaglowiec „Georg” o pojemności 18 BRT  oraz holownik „Martiniemi” (30 BRT), holujący barki „Marie” (87 BRT) i „Tervo” (58 BRT) . Wszystkie jednostki zostały zatopione przez U-Boota w rejonie Raumy   .
2 i 4 września 1917 roku okręt wraz z bliźniaczym UC-78 uczestniczył w zdobyciu Rygi przez Niemców, ostrzeliwując wycofujące się wybrzeżem wojska rosyjskie. 4 września trzy samoloty oraz obydwa U-Booty próbowały zaatakować zespół rosyjskich okrętów uchodzących z Rygi do Parnawy (niszczyciele „Pogranicznik” i „Gienierał Kondratienko” oraz kanonierki „Groziaszczij”, „Chrabrij” i „Chiwiniec”), jednak bez powodzenia. W październiku 1917 roku SM UC-57 (wraz z siostrzanymi jednostkami UC-56, UC-58, UC-59, UC-60 i UC-78) w składzie flotylli „Kurlandia” wziął udział w operacji Albion, mającej na celu opanowanie Wysp Moonsundzkich. W pierwszej dekadzie października okręt wyszedł z Lipawy z zadaniem obserwacji południowego wejścia do cieśniny Moonsund oraz postawienia zagród minowych na rosyjskich szlakach wodnych; po pomyślnym przedarciu się na wody Zatoki Ryskiej U-Boot powrócił do bazy między 20 a 25 października.
12 listopada 1917 roku UC-57 wyruszył z Gdańska na swą siódmą misję bojową, mając na pokładzie ośmiu fińskich żołnierzy i cztery tony amunicji . 17 listopada, po udanym wysadzeniu żołnierzy i ładunku na wyspie Hamnskär w Zatoce Fińskiej okręt podwodny miał przeczekać noc leżąc na dnie, a następnie udać się w drogę powrotną do Gdańska . U-Boot nigdy nie dotarł do portu, tonąc z całą załogą prawdopodobnie po wejściu na minę . Na wyspie Hamnskär postawiono pomnik upamiętniający załogę niemieckiego okrętu .

### Podsumowanie działalności bojowej
SM UC-57 odbył siedem misji bojowych, w wyniku których zatonęło pięć statków o łącznej pojemności 271 BRT, a dwa statki o łącznej pojemności 3863 BRT zostały zdobyte . Pełne zestawienie zadanych przez niego strat przedstawia poniższa tabela :
| Data            | Nazwa        | Państwo            | Tonaż      | Los jednostki |
| --------------- | ------------ | ------------------ | ---------- | ------------- |
| 9 czerwca 1917  | „Ludvig”     | Szwecja            | 78         | zatopiony     |
| 20 czerwca 1917 | „Penpol”     | Wielka Brytania    | 2061       | zdobyty       |
| 24 czerwca 1917 | „Meggie”     | Wielka Brytania    | 1802       | zdobyty       |
| 26 czerwca 1917 | „Marie”      | Imperium Rosyjskie | 87         | zatopiony     |
| 26 czerwca 1917 | „Tervo”      | Imperium Rosyjskie | 58         | zatopiony     |
| 26 czerwca 1917 | „Georg”      | Imperium Rosyjskie | 18         | zatopiony     |
| 26 czerwca 1917 | „Martiniemi” | Imperium Rosyjskie | 30         | zatopiony     |
| RAZEM           | RAZEM        | zatopione:         | zatopione: | 5             |
| RAZEM           | RAZEM        | zdobyte:           | zdobyte:   | 2             |